# Langogne
Langogne är en kommun i departementet Lozère i regionen Occitanien i södra Frankrike. Kommunen ligger i kantonen Langogne som tillhör arrondissementet Mende. År 2022 hade Langogne 2 860 invånare.

## Befolkningsutveckling
Antalet invånare i kommunen Langogne
| Referens: INSEE |